# Село Тометино Поље, борци пали у ратовима од 1912. до 1918. године
Списак бораца из села Тометино Поље, Општина Пожега, погинулих и умрлих у Балканским и Првом светском рату преузет је из књиге „Пожега и околина”, објављене 1978. године.
Подаци за подручје Пожеге прикупљани су у периоду 1976–1977. године преко матичних књига умрлих, спомен-плоча, крајпуташа, као и разговора са преживелим борцима и појединим грађанима који су по сећању могли да дају податке, уз напомену да спискови могуће да нису потпуни, због временске дистанце и недостатка поузданих извора.

## Списак
1. Андрић Радојица
2. Андрић Радоје
3. Андрић Миливоје
4. Варагић Периша
5. Варагић Михаило
6. Варагић Крста
7. Варагић Гвозден
8. Гајовић Добросав
9. Гајовић Милић
10. Гајовић
11. Гајовић Гајо
12. Гајовић Драгутин
13. Гајовић Андрија
14. Гајовић Арсо
15. Голубовић Радош
16. Голубовић Драгутин
17. Голубовић Милутин
18. Голубовић Витомир
19. Јевтовић Драгомир
20. Јевтовић Веселин
21. Маринковић Павле
22. Милинковић Раденко
23. Милинковић Нинко
24. Милинковић Владе
25. Милинковић Грујо
26. Милинковић Петар
27. Милинковић Светислав
28. Милинковић Миленко
29. Милинковић Светозар
30. Миловановић Драгиша
31. Миловановић Светомир
32. Радовановић Веселин
33. Станковић Настас
34. Стојановић Примислав
35. Стојановић Љубисав
36. Стојановић Дамњан
37. Стојановић Радован
38. Стојановић Величко[1]